# 卡莉·库克
卡莉·库克（Callie Cooke ，1993年10月23日—）是一位英国女演员。她畢業於倫敦藝術教育學院，并获得表演学士学位。 2015年，她首次在劇院登台演出。2016年，她在醫者心中亮相，這也是她首次在電視劇中亮相。 